# Luthern Bad

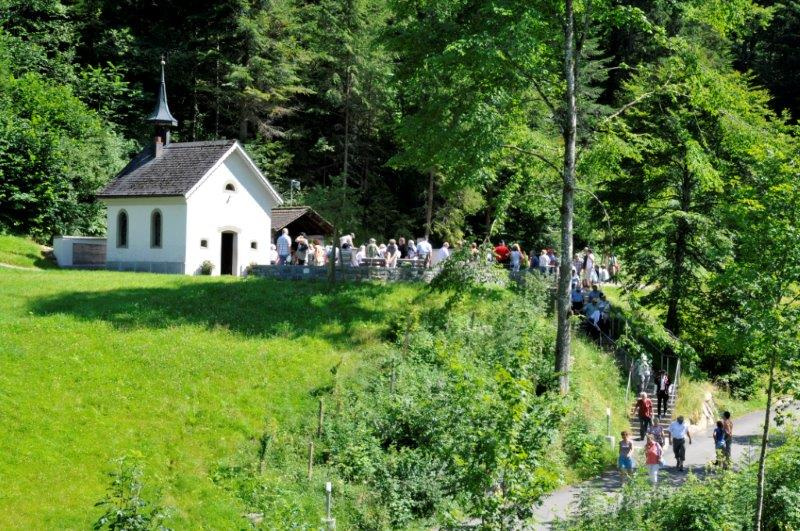
Wallfahrtsort Luthern Bad

Luthern Bad ist ein Wallfahrtsort im Kanton Luzern am Fusse des Napf. Der Ort gehört zu der Gemeinde Luthern.

## Geschichte
Seit 1581 ist Luthern Bad ein vielbesuchter Marien-Wallfahrtsort. Gleich gegenüber dem Ankunftsort, dem Dreilindenplatz, steht die von einem Kaplan betreute Wallfahrtskirche. Hier finden regelmässig Pilgergottesdienste und Krankensegnungen statt. 
Charakteristikum des Marien-Wallfahrtsortes ist das «Badbrünnli». Die Quelle geht auf einen Traum des gichtkranken Jakob Minder zurück. 1581 erschien ihm die Mutter Gottes. Sie gab ihm den Rat, unweit von seinem Haus nach Wasser zu graben und sich darin zu waschen. Er tat das und wurde geheilt. 

## Wallfahrtskirche Maria-Heilbronn
Die heutige Wallfahrtskirche Maria-Heilbronn wurde 1949 erbaut. Der schlichte, vom Luzerner Architekten August Boyer entworfene Neubau ersetzte die baufällig und zu klein gewordene Vorgängerkirche.
Beim Betreten des Kirchen-Vorraumes erblickt man als erstes die Wand mit einer «spanischen Madonna» aus dem 18. Jahrhundert, umringt von vielen Votivtafeln. Mit den Votivtafeln aus verschiedenen Zeitepochen haben sich die Menschen bei der Jungfrau Maria für ihre Fürbitte und Hilfe bedankt. 
In der Vorhalle zeigen fünf Glasgemälde von Eduard Renggli die Entstehungsgeschichte des Wallfahrtortes.
Über dem Altar in der Wallfahrtskirche schwebt eine schwarze Madonna, wie sie dem Bauern Jakob Minder im Traum erschienen ist. Die übrige Ausstattung der Kirche ist ganz dem Gnadenbild untergeordnet. Die Glasmalereien hat Eduard Renggli geschaffen. 
Im Kirchturm der Wallfahrtskirche erklingt ein 1950 von der Glockengiesserei H. Rüetschi in Aarau gegossenes Glockengeläut mit den Tönen f′ – as′ – b′ – c″.
Auf der Empore im hinteren Teil der Kirche steht eine 1965 von Heinrich Pürro gebaute Orgel mit einem Umfang von zwölf Registern auf zwei Manualen und Pedal. Bei der jüngsten vom Erbauer durchgeführten Revision im Jahr 2009 erhielt die bestehende Orgel ein neues Gehäuse.
Der Jakobsweg durchquert das Luthertal nur wenige Kilometer von Luthern Bad entfernt.
Seit dem Jahr 2007 besteht unter dem Namen «Förderverein Luthern Bad» ein gemeinnütziger Verein der sich der Aufwertung des Wallfahrtortes annimmt.

## Bildergalerie

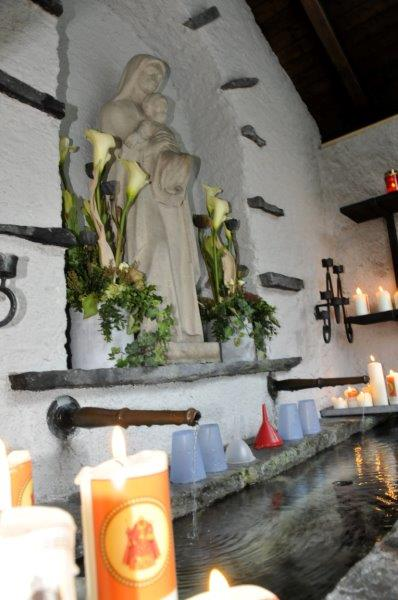
«Badbrünnli»
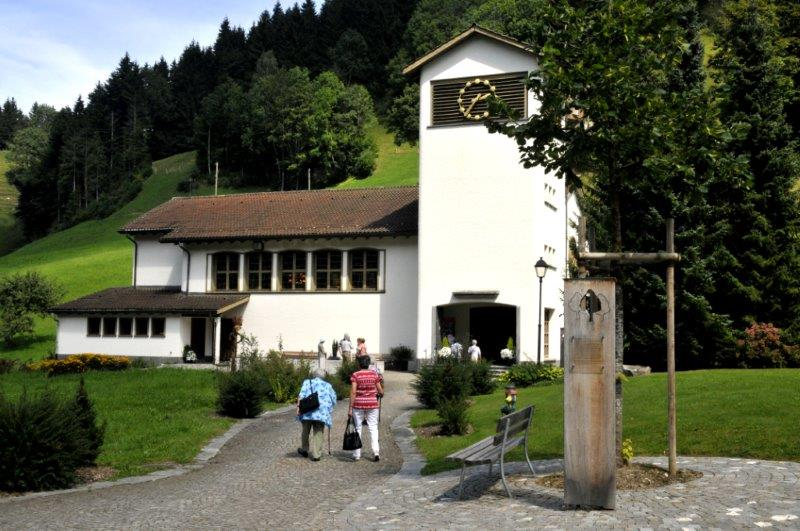
Wallfahrtskirche Luthern Bad